# Marica Branchesi
Marica Branchesi (Urbino, 7 mars 1977) est une astrophysicienne italienne. Son leadership et ses travaux scientifiques ont été cruciaux pour la découverte des ondes gravitationnelles grâce aux interféromètres de Pise (Virgo) et de Louisiane (LIGO, Observatoire d'ondes gravitationnelles par interférométrie laser). En 2018, le magazine Time l'a inscrite sur la liste des 100 personnalités les plus influentes du monde.

## Biographie
Diplômée en astronomie en 2002, elle a obtenu un doctorat à l'Université de Bologne en 2006, avec une spécialisation en radioastronomie, trous noirs et amas de galaxies. Ensuite, elle a déménagé à l'Institut de technologie de Californie, où elle a connu son mari, Jan Harms, physicien allemand et spécialiste des ondes gravitationnelles. Elle a reçu une subvention du ministre italien de l'Éducation et elle a décidé de retourner en Italie, où elle a construit son propre personnel de recherche. Depuis 2009, d'abord comme chercheur à l'Université d'Urbino puis comme professeur associé à l'Institut des sciences de Gran Sasso. Elle a rejoint le projet international LIGO / Virgo où elle a étudié la physique des ondes gravitationnelles et les signaux électromagnétiques associés aux sources de signaux gravitationnels.
Elle est vice-présidente de la Commission d'astrophysique des ondes gravitationnelles de l'Union astronomique internationale et membre du Comité international de la gravitation.

## Prix, récompenses et distinctions
- 2016 - Breakthrough Prize[3], pour son implication dans le projet LIGO/Virgo, dédié à la détection des ondes gravitationnelles, près d'un siècle après la prédiction de leur existence par Albert Einstein
- 2017 - "Dix personnes qui ont compté cette année" dans la revue Nature[4].
- 2018 - Les 100 personnes les plus influentes du monde selon le Time[5].
- 2020 - Prix Occhialini.